# Chiisme au Sénégal
L'islam chiite au Sénégal est pratiqué par un nombre croissant de Sénégalais, ainsi que par la communauté libanaise au Sénégal.

## Origine
Selon l'historien Alioune Badiane, l'islam chiite est présent au Sénégal -en Afrique du nord et de l’ouest- depuis de nombreux siècles et remonte à la dynastie Idrisside (789-985).
Contrairement à l'islam chiite du Nigeria, au Sénégal, l'islam chiite a généralement coexisté pacifiquement avec les branches dominantes de l'islam sunnite et le gouvernement sénégalais,.
L'islam chiite est la religion principale de la communauté libanaise établie au Sénégal depuis plus d'un siècle. Il est également pratiqué par un nombre croissant de Sénégalais natifs, y compris les peuples Wolof et Peul. Depuis les années 1970, et surtout avec l’arrivée de la communauté Mozdahir et de son guide Chérif Mohamed Aly Aïdara (1959-) au début des années 2000, le nombre de Sénégalais chiites a régulièrement augmenté dans les zones urbaines et rurales.
Au Sénégal, les organisations et les dirigeants de l'islam chiite se sont plutôt davantage concentrés sur le développement social, l'éducation et la charité.

## La communauté Libanaise
Les Libanais ont historiquement formé des communautés économiquement dominantes en Afrique de l'Ouest, y compris au Sénégal. La communauté libanaise du Sénégal a été établie au tournant du 20e siècle. Par conséquent, de nombreux Libanais au Sénégal sont nés hors du Liban, n'ont pas la nationalité libanaise et ne sont jamais allés au Liban.

## Études anthropologiques
Mara A. Leichtman, anthropologue américaine à l'Université d'État du Michigan, a passé plus d'une décennie à effectuer des travaux de terrain sur l'islam chiite et le soufisme au Sénégal et a publié divers livres et articles sur son travail de terrain. Leichtman fait la distinction entre la forme d'islam chiite pratiquée par la communauté libanaise au Sénégal, et un "chiisme africain indigène" qui gagne en popularité parmi les Sénégalais locaux.
Leichtman a également mené des études anthropologiques sur les principales organisations chiites au Sénégal telles que l'Institut Mozdahir International (IMI), dirigé par le chef religieux chiite sénégalais Chérif Mohamed Aly Aïdara (1959-). Selon Leichtman (2017), les différents projets de développement rural de Mozdahir contribuent à combler le fossé urbain-rural entre les musulmans chiites au Sénégal et ont contribué à augmenter le nombre de musulmans chiites au Sénégal.